# (34028) Wuhuiyi
2000 OP25 (asteroide 34028) é um asteroide da cintura principal. Possui uma excentricidade de 0.11258190 e uma inclinação de 4.04964º.
Este asteroide foi descoberto no dia 23 de julho de 2000 por LINEAR em Socorro.